# Canthium megistocarpum
Canthium megistocarpum är en måreväxtart som beskrevs av Elmer Drew Merrill och Lily May Perry. Canthium megistocarpum ingår i släktet Canthium och familjen måreväxter. Inga underarter finns listade i Catalogue of Life.